# Бактериоцины
Бактериоцины — специфические белки, вырабатываемые некоторыми бактериями и подавляющие жизнедеятельность клеток других штаммов того же вида или родственных видов бактерий. Бактериоцины обозначаются в соответствии с видовым названием, например, Escherichia Coli (кишечная палочка) образует так называемые колицины (25 типов), Yersinia pestis (ранее Pasteurella pestis) (чумная палочка) — пестицины. Так же бактериоцины подразделяются на типы, в связи с различными признаками. Доступны две базы данных бактериоцинов: BAGEL и BACTIBASE.
Механизм действия бактериоцинов связан с повреждением клеточных мембран белком. Спектр активности бактериоцинов, в отличие от антибиотиков, узок и определяется наличием рецепторов у бактерий для их адсорбции.

## Список бактериоцинов
- acidocin
- actagardine
- agrocin
- alveicin
- aureocin
- aureocin A53
- aureocin A70
- bisin
- carnocin
- carnocyclin
- caseicin
- cerein[4]
- circularin A[5]
- colicin
- curvaticin
- divercin
- duramycin
- enterocin
- enterolysin
- epidermin/gallidermin
- erwiniocin
- gardimycin
- gassericin A[6]
- glycinecin
- halocin
- haloduracin
- klebicin
- lactocin S[7]
- lactococcin
- lacticin
- leucoccin
- lysostaphin
- macedocin
- mersacidin
- mesentericin
- microbisporicin
- microcin
- microcin S
- mutacin
- низин
- paenibacillin
- planosporicin
- pediocin
- pentocin
- plantaricin
- pneumocyclicin[8]
- pyocin[9]
- reutericin 6[10]
- reutericyclin
- reuterin
- sakacin
- salivaricin[11]
- sublancin
- subtilin
- sulfolobicin
- tasmancin[12]
- thuricin 17
- trifolitoxin
- variacin
- vibriocin
- warnericin
- warnerin

## Биологическая активность
Бактериоцины привлекают большое внимание исследователей как потенциальная альтернатива антибиотикам. Помимо мощной антибактериальной активности, бактерицины обладают противогрибковыми, противовирусными и даже противораковыми свойствами, играя важную роль в регуляции баланса микробных сообществ и стимулируя рост растений. Многофункциональность бактерицинов открывает большие перспективы для их применения в медицине, сельском хозяйстве и сфере экологического здоровья.

### Противораковые свойства
Бактериоцины, производимые молочнокислыми бактериями, проявляют многообещающие противораковые свойства, ингибируя рост различных раковых клеток in vitro и in vivo. Механизмы их противоопухолевого действия включают индукцию апоптоза, нарушение клеточного цикла, подавление миграции клеток и ангиогенеза. Хотя исследования бактериоцинов как противораковых агентов находятся на ранней стадии, предварительные результаты показывают их потенциал в качестве нового класса противоопухолевых препаратов с низкой токсичностью и высокой селективностью в отношении раковых клеток.

## Применение
В консервировании пищевых продуктов бактерицины, такие как низин, используются для подавления роста бактерий, вызывающих порчу и заболевания. По данным Всемирной организации здравоохранения, ежегодно около 600 миллионов человек во всем мире заболевают от употребления загрязненных пищевых продуктов, и использование бактериоцинов может значительно снизить этот показатель. В пищевой промышленности низин одобрен более чем в 50 странах и широко применяется в производстве сыров, мясных продуктов и консервированных овощей. Исследования показывают, что добавление бактериоцинов может продлить срок годности продуктов на 20–50%, что способствует снижению пищевых потерь и экономическим преимуществам для производителей. 
При использовании бактериоцинов в упаковочных материалах наблюдается снижение количества Listeria innocua более чем на 3 логарифмических порядка в сыре через 120 часов хранения при 4°C. 